# Wired (filme)
Wired (bra: Uma Vida Perdida) é um filme estadunidense de 1989, uma comédia dramático-biográfica dirigida por Larry Peerce, com roteiro de Earl Mac Rauch baseado no livro homônimo de Bob Woodward, sobre a vida do ator e comediante John Belushi, morto por overdose de heroína em 5 de março de 1982.

## Sinopse
John Belushi (Michael Chiklis) acorda no necrotério. Assustado e confuso, ele revê sua trajetória para tentar descobrir o que se passou no dia 5 de março de 1982, data de sua morte. Enquanto isso, o jornalista Bob Woodward (J.T. Walsh) também pesquisa a vida do ator para escrever um livro.

## Elenco
- Michael Chiklis - John Belushi
- Ray Sharkey - Angel Velasquez
- J. T. Walsh - Bob Woodward
- Patti D'Arbanville - Cathy Smith
- Lucinda Jenney - Judith Belushi Pisano
- Alex Rocco - Arnie Fromson
- Gary Groomes - Dan Aykroyd
- Jere Burns - Lou
- Clyde Kusatsu - médico legista
- Tom Bower - Detetive
- Earl Billings - Detetive
- Dakin Matthews - editor do Washington Post
- J. C. Quinn - treinador
- Steve Vinovich - executivo
- Matthew Faison - dr. Robbins
- Billy Preston - ele mesmo